# The Crusher (Lied)
The Crusher ist ein Garage-Rock-Song der Surfrock-Band Novas aus dem Jahr 1964.

## Entstehung
Der Titel huldigt dem US-amerikanischen Wrestler Reginald Lisowski, der unter seinem Kampfnamen The Crusher einen raufenden, streitsüchtigen Trunkenbold mimte. Geschrieben wurde der Titel von Bob Nolan, Sänger und Gitarrist der Band.
Der Text des Songs beginnt mit dem typischen, sich mehrfach wiederholenden Kampfschrei Lisowskis, gefolgt von der Beschreibung seiner Kampfgriffe wie dem Hammerlock und der Eye Gouge und der regelmäßig von Lisowskis durchgeführten Beleidigung ans Publikum „you turkey necks“. Schließlich folgt die Ankündigung, den Kampf zu beenden, und die Beschreibung zum Finishing Move Crusher. Während des gesamten Musikstücks imitiert Nolan die tiefe, raue Stimme Lisowskis.

## Veröffentlichung
Die Single erschien in den USA und Kanada 1964 bei Parrott Records, einer Tochterfirma von London Records. In Deutschland und dem Vereinigten Königreich wurde die Platte unter dem London Label veröffentlicht. Die Single erreichte Platz 88 der Billboard Hot 100 und blieb der einzige Erfolg der Gruppe.
| ChartsChartplatzierungen       | Höchstplatzierung | Wochen |
| ------------------------------ | ----------------- | ------ |
| Vereinigte Staaten (Billboard) | 88 (3 Wo.)        | 3      |

## Coverversionen
Der Titel wurde nicht oft gecovert. Die bekanntesten Interpreten dürften The Cramps mit ihrer Version von 1981 und Hasil Adkins sein. Die Plattform cover.info verzeichnete im März 2023 lediglich drei Versionen des Liedes, auf secondhandsongs.com waren vier Versionen verzeichnet.